# Claudio Treves
Claudio Graziano Treves (Torino, 24 marzo 1869 – Parigi, 11 giugno 1933) è stato un politico, giornalista e antifascista italiano.

## Biografia
Treves nacque a Torino il 24 marzo del 1869 da una famiglia ebraica, figlio di Graziadio Treves, i cui avi paterni erano emigrati in Italia dalla città tedesca di Treviri, e di Susanna Valabrega.
Studente all'Università degli Studi di Torino, si avvicinò dapprima al Partito Radicale Italiano per poi iscriversi al Partito dei Lavoratori Italiani nel 1892, anno in cui conseguì la laurea in Giurisprudenza.

### L'impegno nel Partito Socialista
Membro della direzione piemontese del partito, che nel congresso di Reggio Emilia del 1893 era diventato Partito Socialista dei Lavoratori Italiani, nel 1894 venne condannato a due mesi di confino.
Per alcuni anni viaggiò, come corrispondente del quotidiano socialista Avanti!, fra diverse città europee: tra il 1894 e il 1896 fu a Berlino, nel 1897 visitò la Svizzera, i Paesi Bassi, il Belgio, e infine, nel 1898, Parigi.
Rientrato in Italia, collaborò al periodico milanese Critica Sociale di Filippo Turati e a molte riviste di area socialista, per poi dirigere il quotidiano radicale Il Tempo di Milano dal 1902 al 1910, anno in cui diventò direttore dell'Avanti!, posizione che manterrà fino al 1912.
Il 10 gennaio 1907 si sposò con la veneziana Olga Levi, di ricchissima famiglia ebrea.

### Il duello con Mussolini
Nel pomeriggio del 29 marzo 1915, dopo una lunga serie di articoli contenenti reciproche accuse d'incompetenza, giunti all'insulto personale, Treves sfidò a duello Benito Mussolini, nonostante la proibizione nel paese e nello Statuto del Partito di appartenenza.
La sfida venne accolta e il duello si svolse alla Bicocca di Niguarda, nel pomeriggio del 29 marzo 1915. Fu un combattimento alla sciabola violentissimo, durato 25 minuti suddivisi in otto assalti consecutivi, nei quali i duellanti infersero, l'un l'altro, varie ferite e contusioni. Al termine dell'ottavo assalto, su consiglio dei medici, i padrini decisero di porre termine allo scontro, comunque constatando l'univoco rifiuto dei duellanti alla riconciliazione. Pur restando ferito all'avambraccio, alla fronte e all'ascella, Treves riuscì a colpire all'orecchio il futuro Duce, che era uscito indenne da sei precedenti duelli.
Secondo il ricordo del figlio Piero: "Non credo vi siano mai state due persone più antitetiche. Mio padre era fondamentalmente un uomo di cultura, odiava la demagogia, la retorica vana, il gonfiarsi le gote, insomma tutto ciò che caratterizza il cosiddetto 'villan rifatto'. Questo era precisamente Mussolini, il quale si faceva bello di una cultura che non aveva...".

### Il ruolo svolto nella prima guerra mondiale
Quando, nel 1914, la prima guerra mondiale era già scoppiata e in Italia si dibatteva circa la possibilità di un intervento armato, Claudio Treves si era distinto per avere più volte sostenuto la necessità, da parte dell'Italia, di mantenere un atteggiamento neutrale.
Una volta che il conflitto investì anche l'Italia, egli continuò a essere portavoce di una politica pacifista in linea con l'internazionalismo socialista, a tal punto che tra i soldati si diffuse, ispirato dagli orientamenti di Treves, lo slogan: «Il prossimo inverno non più in trincea».
Tuttavia, in seguito alla disfatta di Caporetto, avvenuta nella notte tra il 23 e il 24 ottobre 1917, mise da parte, almeno per il momento, le sue posizioni ideologiche, ritenendole inconciliabili con la situazione del fronte. Unì pertanto la sua voce a quelle del governo e degli altri partiti, che invitavano gli italiani alla compattezza in nome della difesa dell'indipendenza nazionale.

### L'impegno nel giornalismo socialista

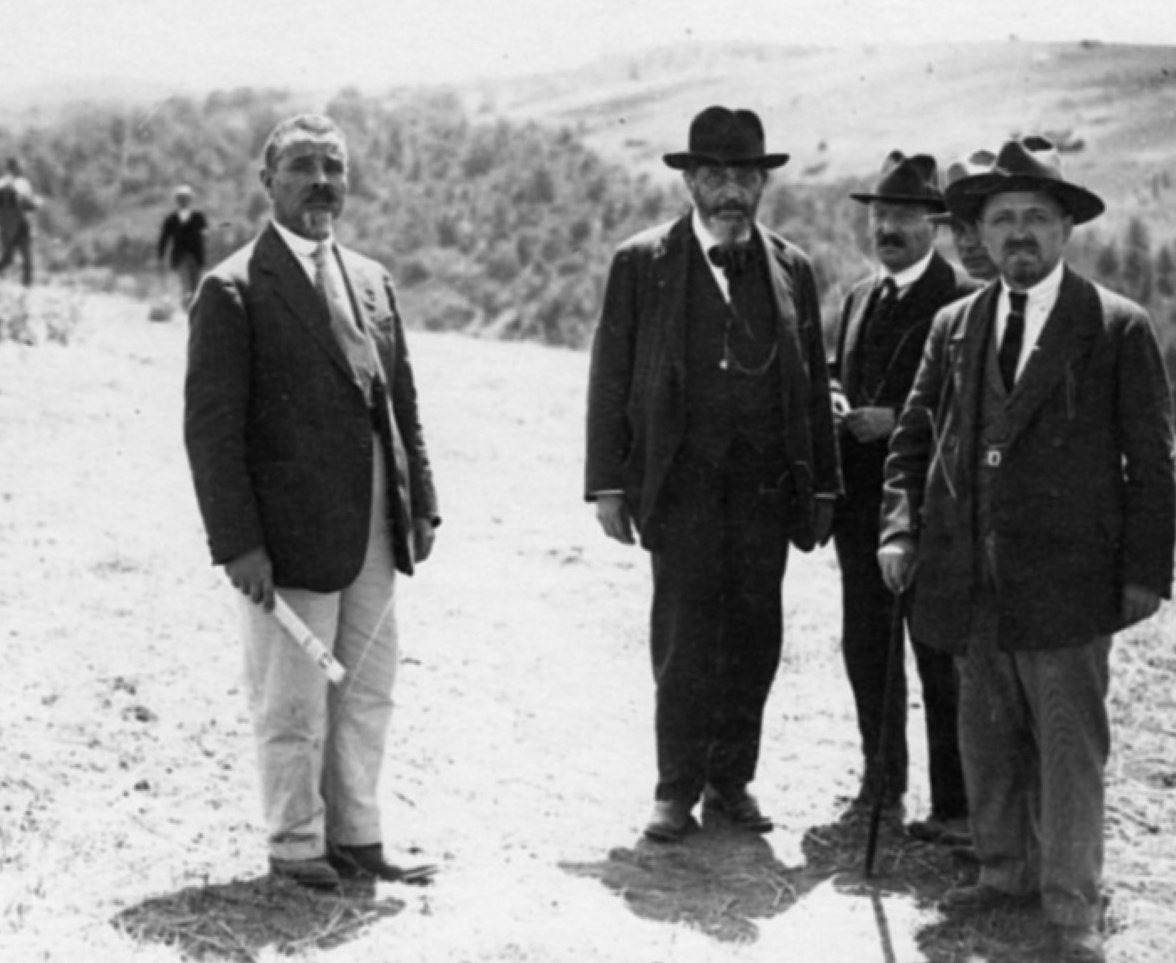
18 agosto 1924 - i deputati socialisti unitari Enrico Gonzales, Filippo Turati e Claudio Treves alla Quartarella per rendere onore alla salma di Matteotti.

Strettamente legato a Filippo Turati e alle posizioni gradualiste, diventò deputato nel 1906; negli anni venti del XX secolo aderì al PSU di Turati e Matteotti, divenendo direttore dell'organo ufficiale del partito, il quotidiano La Giustizia, poi messo al bando dal regime fascista nel 1925.

### L'esilio e la morte in Francia

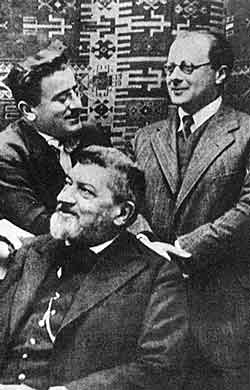
Claudio Treves con Carlo Rosselli (in piedi) e Filippo Turati in esilio a Parigi nel 1932.

Il 14 novembre 1925, il Partito Socialista Unitario fu il primo a essere sciolto d'imperio del regime fascista, a causa del fallito attentato a Mussolini da parte del suo iscritto Tito Zaniboni, avvenuto il 4 novembre precedente.
Il 26 novembre 1925, tuttavia, si costituì un triumvirato, composto da Treves, Giuseppe Saragat e Carlo Rosselli, i quali il 29 novembre successivo ricostituirono clandestinamente il PSU come Partito Socialista dei Lavoratori Italiani (PSLI).
Il 16 novembre 1926 entrò in vigore il Regio Decreto n. 1848 del 1926 che prevedeva "lo scioglimento di tutti i partiti, associazioni e organizzazioni che esplicano azione contraria al regime", onde l'unico movimento politico legale rimase il Partito Nazionale Fascista. Pertanto, tutti gli esponenti dei partiti antifascisti diventavano passibili di arresto o, peggio, di violenze fisiche da parte delle Camicie Nere.
Quindi, Carlo Rosselli organizzò, assieme a Ferruccio Parri, un programma di espatrii clandestini per mettere in salvo l'intero gruppo dirigente del PSU/PSLI: innanzitutto, nella notte tra il 19 e il 20 novembre 1926, Treves e Saragat passarono il confine svizzero, prendendo la via dell'esilio.
Rosselli, per questo e per aver programmato la fuga dall'Italia di Turati e Sandro Pertini, verrà arrestato e prima recluso nel carcere di Como, poi inviato al confino a Lipari.
Dalla Svizzera Treves raggiunse poi la Francia e Parigi, dove partecipò attivamente alle iniziative degli antifascisti, anche dirigendo il quindicinale Rinascita Socialista (organo del PSLI) e, dal 1º maggio 1927, il settimanale La Libertà, organo della Concentrazione Antifascista.
Nel 1927, il PSLI assunse la denominazione di Partito Socialista Unitario dei Lavoratori Italiani (PSULI), che, il 19 luglio 1930, anche con il sostegno di Treves, in occasione del XXI Congresso socialista, tenutosi in esilio a Parigi, si riunificò con il PSI di Pietro Nenni.
Nello stesso anno Treves partecipò al congresso del Labour Party britannico. Nel giugno 1931 prese parte al congresso internazionale sindacale di Madrid e nel luglio ai lavori dell'assemblea dell'Internazionale Socialista a Vienna.
Morì alle 3 di notte dell'11 giugno 1933, in un modesto albergo al numero 10 di Rue de la Tour d'Auvergne (9° arrondissement di Parigi), poche ore dopo aver commemorato la morte dell'amico Matteotti alla sezione socialista della capitale francese.
Treves venne cremato, ma le sue ceneri, assieme a quelle di Filippo Turati, verranno riportate in Italia soltanto il 10 ottobre 1948 e tumulate nel Cimitero Monumentale di Milano, accompagnate da un'imponente manifestazione di autorità e popolo.
Anche i suoi figli Paolo, Piero e la sorella Annetta furono militanti del Partito Socialista Unitario. La sorella era madre di Carlo Levi e di Luisa Levi.